# Tercera edat del sol
La Tercer Edat o Tercera edat del sol (sovint abreujat T.E.) és un període fictici del legendarium de l'escriptor de literatura fantàstica J.R.R. Tolkien.
La Tercera Edat comença després de la primera caiguda d'en Sàuron, quan és derrotat per la darrera aliança d'elfs i humans, després de la caiguda de Númenor.
Durà 3021 anys, fins que en Sàuron va ser derrotat novament aquesta vegada de forma definitiva, amb la destrucció de l'Anell Únic.
Quan n'Élrond, en Bilbo i en Frodo abandonen la Terra Mitjana, comença la Quarta Edat.

## Resum
N'Isíldur mor en combat i l'Anell Únic es perd en el riu Ànduin. Els regnes dels Dúnedain prosperen cadascun per separat. Els regnes èlfics comencen a aïllar-se, tot i que no decauen gràcies al poder dels Tres Anells dels Elfs. L'ombra comença a créixer de nou al Bosc Llobregós. Dos hòbbits descobreixen l'Anell Únic i un d'ells se'l queda i fuig a les muntanyes. Arriben els Istari des d'Àman, enviats pels Vàlar. El regne del nord (Àrnor) comença a decaure, dividit en tres regnes petits, i és envaït pels homes i éssers d'Àngmar. Al sud, Góndor prospera, però és contínuament envaïda per homes d'orient i del sud. Els ròhirrim fan llur aparició i salven Góndor, que és quan es forja l'aliança entre Góndor i Ròhan.
En Bilbo Saquet descobreix l'Anell i el duu a La Comarca. En Gàndalf i els Muntaners del Nord protegeixen els hòbbits. Comença la fi de la Guerra de l'Anell amb els esdeveniments que fan que l'Anell arribi a Rivendell, d'aquí passa per Mòria i Lothlórien cap a Mórdor. La Germandat de l'Anell es divideix. En Frodo Saquet i en Samseny Gamgí, guiats per en Gòl·lum arriben a Mórdor. La resta de la Germandat participa en les batalles contra en Sàruman i contra Mórdor a Minas Tirith.
L'Anell és destruït. N'Àragorn, l'últim descendent d'Eléndil, torna com a rei de Góndor i dels Dúnedain. Es casa amb n'Arwen, filla de n'Élrond, i així els llinatges dels mig-elfs tornen a unificar-se. La Tercera Edat acaba quan n'Élrond i na Galàdriel marxen de la Terra Mitjana.

## Àrnor i Góndor
N'Isíldur romangué a Góndor durant un any, organitzant el govern del regne del sud i encarregant-ho al fill del seu germà Anàrion, Menéldil. Durant aquest any la seva cobdícia per l'Anell Únic no deixà de créixer, però també la tortura que aquest artefacte li provocava. En partir cap al nord per governar en lloc del seu pare Eléndil sobre tots els Dúnedain i sobre el regne del nord d'Àrnor, ho feu pel camí de Lothlórien en ser el més curt, a través de les Muntanyes Boiroses i Rivendell. Tanmateix, als Camps Gladis, fou emboscat per orcs i tots els seus homes hi moriren, àdhuc els seus tres fills grans. N'Isíldur, desesperat, es posà l'Anell Únic, i així es feu invisible entre els seus enemics i intentà fugir pel riu Ànduin, però l'Anell va trair-lo i l'abandonà: els seus enemics van poder veure'l i l'hi mataren. Mentrestant, l'Anell Únic es perdé en el riu. L'escuder de n'Isíldur aconseguí escapar-ne, i dugué les restes de l'espasa d'Eléndil, Nàrsil, a Rivendell, on el fill petit de n'Isíldur, Valàndil, es convertí en rei.
D'ençà Àrnor i Góndor començaren a prosperar cadascun per separat. Fins i tot quan el rei d'Àrnor era considerat també rei de Góndor, el regne de Góndor es considerava autònom en administració.
Góndor patí moltes invasions, tot i això pogué esdevenir un regne de gran extensió, des del Gran Bosc Verd al nord, fins al límit superior de la regió d'Hàrad al sud, i des del Belegaer a l'oest fins a Mórdor a l'est.
Els Palantirs, o pedres vidents, que les van portar els Númenor foren aleshores establides en diversos emplaçaments clau perquè els regnes es poguessin comunicar.
A Góndor hi havia quatre pedres vidents: una a Minas Íthil, que quan fou presa pels nazgûl la torre fou rebatejada per Minas Mórgul, la prengué en Sàuron per a si mateix, una altra a Minas Tirith, que empraven els reis i senescals, una altra a Osgíliath, la capital original de Góndor, quan la ciutat caigué, la pedra va perdre's (des d'aleshores la capital fou Minas Ànor, rebatejada per Minas Tirith). L'última pedra vident estava a la torre d'Ísengard, que en Sàruman prengué per a si mateix.
A Àrnor hi havia tres pedres vients: dues a les ciutats principals del regne que es perderen quan el rei Àrvedui morí a la mar quan intentava escapar del Rei bruixot d'Àngmar. L'última pedra es trobava a les torres als afores de les Rades Grises, però aquesta pedra no es considerava útil per comunicar-se amb Góndor o amb qualsevol altre lloc de la Terra Mitjana, car el seu únic propòsit era comunicar-se amb la vuitena Palantir (anomenada la Pedra Regent) que es trobava a l'illa de Tol Eressëa amb els elfs d'Àman.

## La decadència dels elfs
D'altra banda, els regnes èlfics que restaven (bàsicament les Rades Grises governades ara per en Círdam, Rivendell per n'Élrond i Lothlórien pels senyors dels Síndar i on vivia na Galàdriel i Cèleborn i el regne del Gran Bosc Verd (posteriorment Bosc Llobregós) governat per en Thrànduil) es mantingueren encara més aïllats. Això no obstant, no varen decaure pas. El primer gràcies al poder d'en Círdam, al fet de ser el port principal on els elfs podien tornar a Vàlinor i al poder de Narya, l'anell vermell. Rivendell gràcies al poder de n'Élrond i sobretot al poder de Vilya, l'anell blau. El tercer gràcies als poders de na Galàdriel i en Cèleborn i al poder de Nenya, l'anell blanc.
Hi havia un altre port per als elfs, a la badia de Belfalas, però després de la mort del rei de Lórien, Àmroth, va quedar abandonat i les Rades rises es conservaren com l'únic port èlfic perquè aquesta raça tornés a Àmon quan vogluessin.
I malgrat tot, la raça èlfica començà a decaure. Els elfs ja no eren una raça gloriosa ni nombrosa, i esperaven llur final pacientment, perquè quan arribés s'embarquessin cap a l'Oest. Per als elfs, especialment per a n'Élrond, el destí dels elfs a la Terra Mitjana seria igualment trist: si en Sàuron guanyés serien destruïts, i si no, haurien d'abandonar la terra en què havien habitat durant mil·lennis.

## Els Istari
L'any 1000 T.E. arribaren a les costes de la Terra Mitjana cinc éssers vinguts de l'Oest. Únicament en Círdam observà llur arribada, i tanmateix, tot just quan hi arribaren cadascun es retirà a acomplir la missió que tenia. Es tractava dels Istari, els Mags, Maiars enviats pels Vàlar amb la missió d'ajudar els pobles lliures de la Terra Mitjana a combatre la foscor, que encara no havia estat vençuda. Hom no coneix el nombre exacte d'Istari que arribaren a la Terra Mitjana, però sí que se sap que al nord van arribar-n'hi només cinc:
- En Sàruman, anomenat també Curunir i Àman Curumo. Es convertí en el Mag Blanc, el cap de l'Orde dels Istari.
- En Gàndalf, anomeant també Mithràndir i Àman Olórin, i altres noms. Esdevingué el Mag Gris, el més savi de tots els Istari.
- En Ràdagast, anomenat Àman Aiwendil. Va convertir-se en el Mag Marró, és qui tenia més contacte amb els animals i plantes de la Terra Mitjana.
- N'Alàtar. Va convertir-se en un dels Mags Blaus. Se n'anà a l'orient de la Terra Mitjana i mai més no se'n tornà a saber res.
- En Paliand. Es convertí en l'altre Mag Blau. Així com Alàtar, se n'anà a l'orient i mai més se'n tingué cap notícia.

Al començament en Curunir acompanyà els Mags Blaus a l'orient, però a diferència d'ells, en tornà i s'instal·là a l'oest de la Terra Mitjana. Acabà residint a la torre d'Ísengard, que els homes de Góndor li havien donat. Com s'adonaren més tard els elfs, en Sàruman acabà traint-los a tots, cercant per a si mateix el poder dels anells i posseir l'Anell Únic per treure a en Sàuron el poder.
En Ràdagast acabà vivint a la fortalesa de Rhosgoble, a l'orient de les Muntanyes Boiroses. Pel seu interés extrem en els animals i les plantes va perdre el seu objectiu principal i tot i que no va caure en la foscor, sí que va fallar en la seva missió.
En Gàndalf fou l'únic dels Istari que no s'establí en cap lloc fix. Es feu un savi aliat i amic de totes les races de la Terra Mitjana, tot i que no acabaven de confiar-hi del tot, car ell mai no revelava els seus secrets. Quan en Círdam va veure'l arribar a la Terra Mitjana va concedir-li Narya, l'anell vermell, i des d'aleshores en Gàndalf el dugué. Aquest anell tenia el poder d'aixecar els cors i les esperances davant la por i la desconfiança, característica que ja tenia n'Olórin des que vivia a Àman.
Amb l'arribada dels Istari els elfs (sobretot en Círdam, n'Élrond i na Galàdriel) convocaren un concili de savis, que s'arribà a conèixer com el Concili Blanc, del qual el Sàruman era el cap (tot i que segons na Galàdriel, en Gàndalf era qui l'havia de presidir). El Concili Blanc prengué moltes resolucions importants relatives a la lluita contra en Sàuron, especialment la presa de Dol Guldur, i el que calia fer quan es trobés l'Anell Únic. Finalment en Sàruman deixà el Concili i d'aleshores deixaren de reunir-se (tot i que el Concili de n'Élrond, en què participaven tots els pobles lliures, prengué el seu lloc en moments importants).

## La decadència d'Àrnor
A l'antic Gran Bosc Verd començà a sorgir una foscor que causava por als home i de la qual els elfs sospitaven. En aquell moment el bosc fou rebatejat com a el Bosc Llobregós. En el mont de Dol Guldur començà a habitar un ésser que ningú no reconeixia al començament, i que tothom anomenava el Nigromant. Més endavant en Gàndalf descobrí que es tractava d'en Sàuron, que havia tornat a tenir força des de l'Última Aliança, i ara planejava tornar a Mórdor, la seva antiga fortalesa.
A Dol Guldur en Sàuron hi recuperà els anells dels nans que li mancaven (i la resta fou consumit per dracs). La seva fugida posterior gràcies a la intervenció del Concili Blanc fou una màscara amb què pogué tornar a Mórdor.
Alhora, el regne del nord, Àrnor, finalment quedà dividit en tres regnes petits, quan el Rei Eärèndur morí i els seus tres fills reclamaren el tron. D'aquesta manera aparegueren els regnes d'Arthedain, Cardolan i Rhudaur. A Arthedain hi vivien els primogènits, a la ciutat de Fornost, per això la línia directa des de n'Isíldur no va perdre's.
Tanmateix, passant les Muntanyes Boiroses, a la regió de Carn Dûm, sorgí un nou regne, Àngmar, del qual el rei era conegut com el Rei bruixot d'Àngmar. Posteriorment hom va saber que aquest era el principal dels nazgûls. Aquest regne començà a fer la guerra als regnes d'Eriador i de mica en mica foren caient. Al final només hi sobrevivia el regne d'Arthedain, el qual demanà ajuda als elfs i a Góndor, que hi acudiren massa tard, car Fornost havia estat destruïda i el Rei Àrvedui havia desaparegut. No obstant això, Àngmar no pogué sobreviure al contraatac i el Rei bruixot n'hagué de fugir, perseguit de prop per en Glorfíndel. En aquesta ocasió, en què el rei de Góndor Eärnil II intentà acabar amb el Rei bruixot però no pogué per por que el Nazgûl, en Glorfíndel pronuncià la profecia mitjançant la qual es deia que el Rei bruixot no cauria per mà d'un home.
El Rei Àrvedui havia fugit al nord, a la regió de Forodwaith, on fou auxiliat pels homes que hi vivien. Duu amb ell l'anell de Barahir, que s'havia convertit en herència dels númenóreans i els nobles d'Andúnië des de la Segona Edat i els Palantir d'Àrnor. Tanmateix, quan l'anaven a rescatar al mar els elfs, el vaixell s'enfonsà i hi morí. Els Palantir es perderen i només l'anell de Barahir sobrevisqué perquè el rei se l'havia donat al líder dels homes de Forodwaith com a recompensa per haver-lo ajudat. L'anell fou posteriorment retornat a Rivendell, on la resta dels artefactes de la casa de n'Isíldur es mantenien (les restes de Nàrsil sobretot). El fill gran del rei Àrvedui, n'Àranarth, no reclamà el títol de rei, sinó que per consell de n'Élrond, la línia successòria de n'Isíldur havia de mantenir-se en secret, fins que arribés un temps més propici. Des d'aleshores els hereters de n'Isíldur s'anomenaven simplement capitans dels Muntaners del Nord.

## Decadència de Góndor i aliança amb Ròhan
Góndor patí invasions des de tots els fronts: del sud arribaven invasions dels haràdrim i dels corsaris d'Úmbar. D'orient envaien homes de diversos orígens. Quan Dol Guldur s'aixecava en poder, Góndor patí una de les pitjors pestes de la seva història. El fill del rei Eärnil II, Eärnur, fou l'últim rei de Góndor. Va desaparèixer quan fou desafiat pel senyor de Minas Mórgul (que després es descobrí que era el Rei bruixot d'Àngmar). Atès que mai no es va saber res de la seva mort, es mantingué el costum a Góndor d'esperar el rei, i mentrestant el regne era administrat per senescals. El capità dels Muntaners, Àranarth, d'havia casat amb la filla de n'Eärnur, però tot i que intentà reclamar el tron de Góndor la seva demanda fou rebutjada pels nobles del regne, així que els hereters de n'Isíldur hagueren d'esperar molt de temps més per a la tornada del Rei dels Dúnedain.
Anys després l'Arbre Blanc que creixia a Minas Tirith s'assecà, i no només es considerà una desgràcia, sinó un mal senyal. Hom deia que quan l'Arbre Blanc tornés a florir seria el temps en què el Rei tornaria.
En l'època del senescal Círion, Góndor patí una terrible invasió que gairebé acabà amb el regne. Aleshores els ròhirrim arribaren inesperadament en ajuda del regne del sud, des de llur llar original, al nord del riu Ànduin, i salvaren Góndor. Des d'aleshores la plana de Calenardhon es convertí en la llar dels ròhirrim, que rebatejaren el lloc amb el nom de Ròhan. Els ròhirrim destacaven sobretot per llur domini amb els cavalls. Hom diu que estaven emparentats feia molt de temps amb la Tercera Casa dels homes, la Casa d'Hàdor, però que mai no arribaren a Beleríand durant la Primera Edat.
A partir d'aleshores es fundà una aliança entre els regnes de Góndor i Ròhan que implicava l'assistència incondicional d'un per l'altre en qualsevol moment de necessitat que visquessin qualsevol dels regnes, aliança que es feu efectiva en moltes ocasions.

## Els hòbbits
En l'època en què Dol Guldur era temuda, començaren a intervenir en la història de la Terra Mitjana els éssers coneguts com a hòbbits. Hom sap que estaven llunyanament emparentats amb els homes.
Relacionats almenys en l'idioma amb els ròhirrim (per les regions comunes de les quals venien ambdós pobles, al nord del riu Ànduin) la gran majoria acabà emigrant a occident, per por de l'ombra de Dol Guldur, cap a Èriador. Hi arribaren dividits en tres branques: els Peluts, els Albes i els Forts, cadascuna amb els costums que les diferenciaven. Al començament van instal·lar-se a les regions dels regnes d'Èriador (Àrnor), però finalment van establir-se principalment en dos llocs: primer a Bree, on convivien pacíficament amb els homes autòctons, i posteriorment fundant llur emplaçament principal: La Comarca; a l'oest de Bree i abans d'arribar a les Rades Grises. Hi vivien pacíficament, oblidant-se de l'existència de la resta del món. Els hòbbits tenien, quan fundaren La Comarca, un pacte amb l'aleshores rei d'Àrthedain, d'establir-se i fer prosperar la regió amb la condició que se'ls deixés viure en pau, però també havien d'ajudar el rei si necessitava guerrers. Segons els hòbbits enviaren alguns arquers en alguna de les batalles contra Àngmar, tot i que no n'hi ha cap registre. Una vegada que varen desaparèixer els regnes d'Èriador, els hòbbits s'autoadministraven amb un alcalde que fungia com a representant del rei. fins que el rei tornés (de forma semblant als senescals de Góndor). Els hòbbits de La Comarca es caracteritzaven especialment per llur menyspreu envers les aventures, tot i que reconeixien que sempre hi havia algun hòbbit estrany que feia camí d'odissees.
Al riu Ànduin encara arribaren a viure per un temps hòbbits que no emigraren a occident. Dos d'aquests hòbbits, que vivien a la vora del riu Ànduin, prop dels antics camps Gladis, s'anomenaven Deagol i Sméagol, i foren els que descobriren l'Anell Únic perdut. L'Sméagol, cobdiciós, matà en Deagol per l'anell i es tornà invisible amb el seu poder. Finalment fugí a les profundidats de les Muntanyes Boiroses, on s'amagà prop de 500 anys. Fou durant aquest temps que es canvià el nom pel de Gòl·lum.

## Els nans i la caiguda de Mòria
Des que a la Segona Edat en Sàuron atacà Èriador, els nans de Khazad-dûm havien romàs aïllats dels esdeveniments que succeïen a la Terra Mitjana. De fet, les relacions amb els elfs es deterioraren fins que a les acaballes de la Tercera Edat ja no confiaven entre ells.
Durant la Tercera Edat, sota el regnat de Durin VI, els nans de Mòria descobriren el Mithril, que va fer-los rics. El problema fou que cavaren tan profundament que van despertar una criatura que ningú a la Terra Mitjana no s'imaginava que podia seguir existint: un Bàlrog de Mórgoth que estava amagat des del final de la Guerra de la Còlera i destruí tot el regne dels nans, això provocà que hagueren d'exiliar-se a un altre lloc. Alguns es foren a les mines de les muntanyes blaves, on els antics emplaçaments de Nogrod i Belegost ja no existien, però els nans encara hi conservaven algunes mines. La gran majoria emigrà cap a la terra de Rhovànion, a l'orient del Bosc Llobregós, a un lloc conegut com la Muntanya Solitària. Hi tornaren a prosperar gràcies al poder d'un dels anells dels nans, fabricant armes per als homes i elfs dels voltants i extraient ferro, or i gemmes.
Varen passar els anys, del nord arribà el drac Smaug, que expulsà també els nans d'aquest lloc, i des d'aleshores els nans de Mòria vivien sense llar, sempre enyorant llurs antics regnes i riqueses. Els nans es van veure immiscits en guerres contra els orcs que habitaven ara a Mòria, però no els acabaran de vèncer. El rei Thráin II fou capturat a Dol Guldur i hi perdé l'últim dels anells dels nans.